# 2011년 2월
| 2011년: 1월 · 2월 · 3월 · 4월 · 5월 · 6월 · 7월 · 8월 · 9월 · 10월 · 11월 · 12월 |

| <          | 2011년 2월 | 2011년 2월   | 2011년 2월 | 2011년 2월 | 2011년 2월 | >          |
| 일         | 월         | 화           | 수         | 목         | 금         | 토         |
|            |            | 1 12.29 정해 | 2 30 무자  | 3 1.1 기축 | 4 2 경인   | 5 3 신묘   |
| 6 4 임진   | 7 5 계사   | 8 6 갑오     | 9 7 을미   | 10 8 병신  | 11 9 정유  | 12 10 무술 |
| 13 11 기해 | 14 12 경자 | 15 13 신축   | 16 14 임인 | 17 15 계묘 | 18 16 갑진 | 19 17 을사 |
| 20 18 병오 | 21 19 정미 | 22 20 무신   | 23 21 기유 | 24 22 경술 | 25 23 신해 | 26 24 임자 |
| 27 25 계축 | 28 26 갑인 |              |            |            |            |            |

| 편집하기 |

## 2011년2월 27일
- 유엔 안전보장이사회는 리비아 제재 결의를 만장일치로 채택했다.

## 2011년2월 26일
- 대한민국 울산광역시에서 구제역이 확인되었다.

## 2011년2월 22일
- 리비아의 카다피가 방송에 나와 퇴진할 뜻이 없다는 입장을 밝혔다.
- 뉴질랜드에서 규모 6.3의 지진이 발생했다.
- 마이크로소프트에서 윈도우 7 서비스팩 1이 발표되다.

## 2011년2월 15일
- 브라질의 축구선수 호나우두가 35세로 현역 은퇴를 선언했다.

## 2011년2월 14일
- 화성 탐사 여행 국제 시뮬레이션팀이 지구로부터 출발한지 8개월만에 화성에 도착하였다.

## 2011년2월 11일
- 오전 10시 45분에 부산역을 출발하여 광명역으로 가던 KTX-산천이 광명역 270여m 못 미친 지점에서 탈선하는 사고가 발생하였다.
- 오후 6시경 서울 지하철 2호선 홍대입구역에서 열차가 고장나는 사고가 발생하였다.
- 이집트의 30년 장기 집권 대통령인 호스니 무바라크가 18일간 이어진 시위 끝에 결국 굴복하고 대통령 직을 사퇴하였다. 권력은 이집트 군부에게 이양되었다.

## 2011년2월 10일
- 인도 재벌 무케시 암바니 회장이 이메일 성명을 통해 "라이벌회사가 퍼뜨린 루머로 인한 주가 하락으로 26억달러의 손실"을 입었다고 밝혔다.

## 2011년2월 9일
- 남북 군사회담이 입장차만 확인한 채 결렬되었다.

## 2011년2월 5일
- 조선민주주의인민공화국 주민 31명이 어선을 타고 연평도 동북쪽 북방한계선을 넘어와 귀순 의사를 밝힌 것으로 알려졌다.